# هیل سیتی (مینه‌سوتا)
هیل سیتی، مینه‌سوتا (به انگلیسی: Hill City, Minnesota) یک شهر در ایالات متحده آمریکا است که در شهرستان ایتکین، مینه‌سوتا واقع شده‌است.

## خصوصیات
هیل سیتی ۳٫۹۴ کیلومترمربع مساحت و ۶۳۳ نفر جمعیت دارد و ۴۰۸ متر بالاتر از سطح دریا واقع شده‌است.